# Pedras Trippet

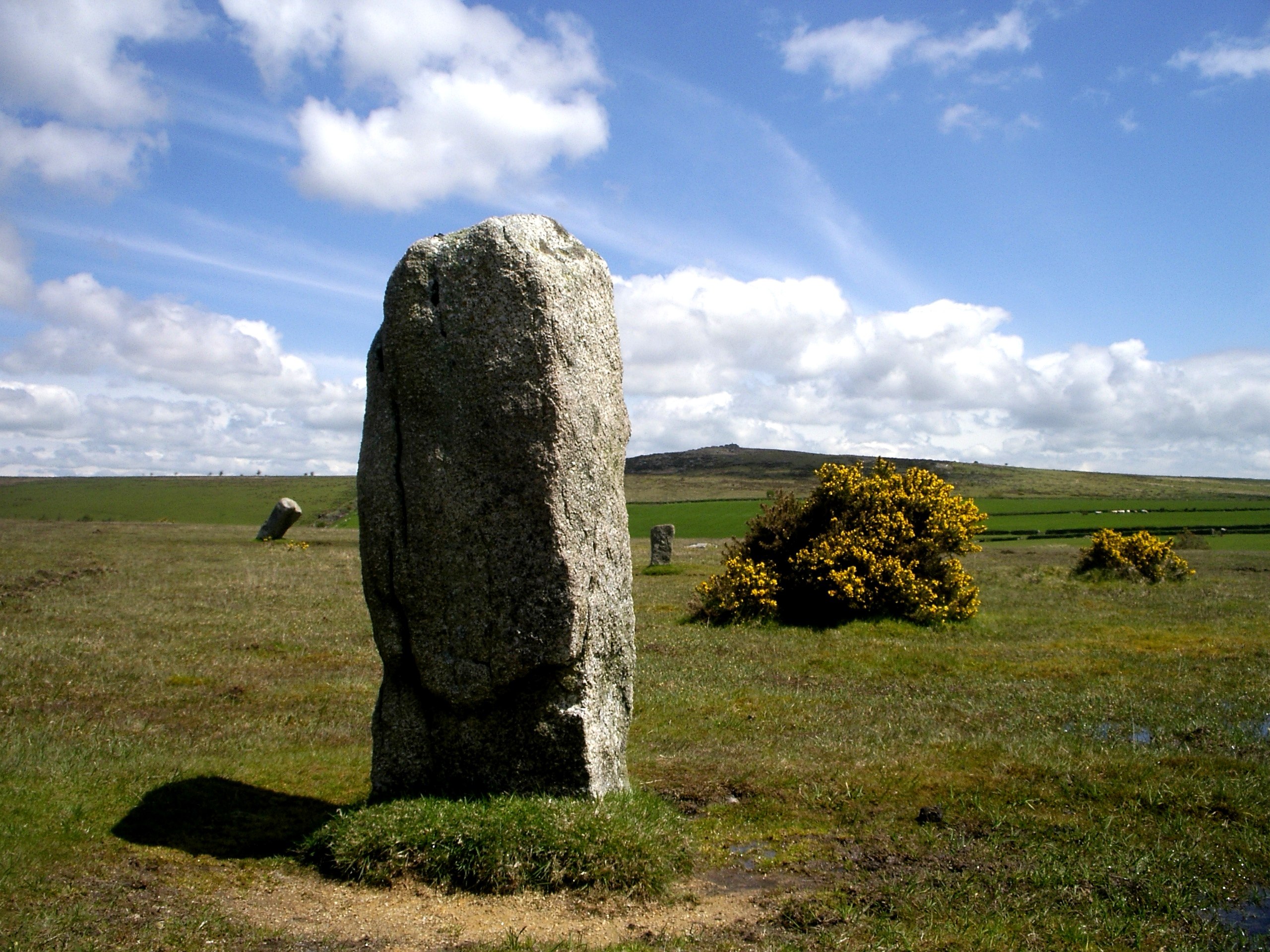

O Círculo de pedras Trippet ou de Pedras Trippet é um círculo de pedras localizado no Manor Common em Blisland, a 9 quilômetros a nordeste de Bodmin on Bodmin Moor em Cornwall, Reino Unido. As pedras da Stripple estão próximas. 

## Descrição
O círculo está situado em um terreno quase nivelado e tem um diâmetro de 31, 9 metros. É feito de oito pedras de granito na vertical, com outras quatro que caíram. As pedras são espaçadas em média em torno de 3,7 metros  separados, o mais alto medindo 1,6 metros. As pedras caídas tem 2,1 metros e 1,6 metros de comprimento. William Lukis sugeriu que originalmente poderia haver até vinte e seis menires que sofreram nas mãos de quebradores de pedras. Aubrey Burl sugeriu vinte e oito, montados em pares opostos e sugere que o nome represente a crença do folclore de que as pedras eram meninas punidas por tropeçarem levemente no sábado.
As pedras Stripple são visíveis a cerca de 1 quilômetro para o leste sobre terreno pantanoso. John Barnatt disse que as pedras Trippet "podem substituir (ou complementar) as pedras Stripple como parte de um programa geral de construção na metade ocidental de Bodmin Moor".

## Arqueologia
As pedras Trippet foram examinadas em 1908 por H. St. George Gray, que escavou as pedras Stripple próximas em 1905 e encontrou alguns flocos de pederneira e uma entrada desta voltada para o sudoeste, diretamente em direção às pedras Trippet.

## Alinhamentos
Norman Lockyer visitou o local em 1907 e sugeriu que a data da construção do círculo fosse por volta de 1700 a.C. calculando um alinhamento de Arcturus sobre Rough Tor. Lockyer também observou um alinhamento de onze graus entre as pedras Trippet e o círculo de pedras de Leaze, mas sugeriu que se esse alinhamento tivesse algum significado, teria que ser em relação aos alinhamentos estelares, pois estão fora do caminho do sol.